# Zack Ward
Pour les articles homonymes, voir Ward.
Zack Ward est un acteur canadien né le 31 août 1970 à Toronto, Ontario (Canada).
Il est connu notamment pour son rôle de Bobby Davis dans Freddy contre Jason.

## Biographie[1]
La mère de Zack Ward, étant actrice elle-même, s'oppose au choix de son fils à vouloir devenir acteur. Mais il y parvient aidé par son frère. Après un an de petits rôles, il décroche sa première grande audition pour un classique des années 1980 A Christmas Story de Bob Clark. Il fut choisi pour le rôle parmi les 300 enfants qui auditionnèrent. Ce fut sa révélation.

## Filmographie

### Comme acteur

#### Cinéma
- 1983 : A Christmas Story de Bob Clark : Scut Farkus
- 1993 : Just for Fun de David Oiye : Tom
- 1994 : The Club de Brenton Spencer : Kyle
- 1995 : Star Hunter (film sorti directement en vidéo) de Cole S. McKay et Fred Olen Ray :  Cooper
- 1996 : The Size of Watermelons de Kari Skogland : Skinhead
- 1996 : Ed de Bill Couturié : Dusty Richards
- 1997 : Lancelot: Guardian of Time de Rubiano Cruz : A.J.
- 1997 : L'Amérique sauvage (Wild America, titre québécois Beautés sauvages) de William Dear : D.C.
- 1999 : The Fair de Sarah McAnally : Jimmy
- 2000 : Civility de Caesar Cavaricci : Billy
- 2000 : Presque célèbre (Almost Famous) de Cameron Crowe : le légendaire Red Dog
- 2001 : Completely Totally Utterly de Phil Hwang : Chad
- 2003 : The Pink House de Tessa Blake et Ian Williams : Murray
- 2003 : Freddy contre Jason (Freddy vs. Jason) de Ronny Yu : Bobby Davis, le frère de Mark
- 2003 : April's Shower de Trish Doolan : August
- 2004 : A Night at Sophie's de Scott Schofield : Tony
- 2004 : L.A. Twister de Sven Pape : Lenny
- 2004 : Resident Evil: Apocalypse de Alexander Witt : Nicholai Ginovaeff
- 2005 : Aurora Borealis de James C.E. Burke : Lindstrom
- 2006 : Hollywood Kills de Sven Pape : Nate Folds
- 2006 : Pennies de Warner Loughlin et Diana Valentine (court métrage) : Stoner Todd
- 2007 : Trade de Marco Kreuzpaintner : Alex Green
- 2007 : Moving McAllister de Andrew Black : Earl
- 2007 : Transformers (titre québécois Transformers - Le film) de Michael Bay : 1er Sergent Donnelly
- 2007 : Postal de Uwe Boll : Dude
- 2007 : BloodRayne 2: Deliverance (BloodRayne II: Deliverance) de Uwe Boll (film sorti directement en vidéo) : Billy the Kid
- 2008 : Kissing Cousins de Amyn Kaderali : Charlie
- 2008 : Dead and Gone de Yossi Sasson : The Weatherman
- 2008 : Alone in the Dark 2 de Michael Roesch et Peter Scheerer (film sorti directement en vidéo) : Xavier
- 2008 : Battle Planet de Greg Aronowitz : Jordan Strider
- 2009 : In My Pocket de David Lisle Johnson : Rob
- 2009 : The Devil's Tomb de Jason Connery : Nickels
- 2010 : Monster Mutt de Todd Tucker : Sirus Caldwell
- 2010 : Repo de Ben Gourley : Red
- 2010 : In the Void : Mark
- 2011 : End of the Road : Falco/Zack
- 2011 : In My Pocket : Rob
- 2012 : Haunted : Chris McCulluch
- 2014 : Don't Blink : Alex
- 2015 : Sharknado: Heart of Sharkness : Zack
- 2016 : Sleeping Beauty : Nathan
- 2016 : Restoration : Harold Stone
- 2016 : Izzie's Way Home : Thurston (Voix)
- 2016 : Bethany : Aaron
- How to Make a Deal with the Devil : Stan
- 2021 : Jeu de survie (Survive the Game) de James Cullen Bressack : Mickey Jean
- 2024 : Hatch : Protection rapprochée (Darkness of Man) de James Cullen Bressack

#### Télévision

##### Téléfilm
- 1985 : Le Bonheur au bout du chemin (Anne of Green Gables) de Kevin Sullivan : Moody Spurgeon
- 1987 : Taking Care of Terrific de Jim Purdy : Seth Sandruff
- 1987 : Le Bonheur au bout du chemin II (Anne of Green Gables: The Sequel) de Kevin Sullivan :  Moody Spurgeon
- 1993 : Spenser: Ceremony de Paul Lynch et Andrew Wild : Hummer
- 1994 : Harvest for the Heart : Ross Hansen
- 1998 : Brigade de l'extrême (Blade Squad) de Ralph Hemecker : Billy Mustard
- 1999 : Atomic Train de David Jackson et Dick Lowry : Stan Atkins
- 1999 : Y2K de Dick Lowry : Rick Rothman
- 1999 : Le Pacte de la haine (Brotherhood of Murder, titre québécois Les Héritiers de la haine) de Martin Bell : Charles Higgins
- 2000 : Le Bonheur au bout du chemin III (Anne of Green Gables: The Continuing Story) de Stefan Scaini : Moody Spurgeon
- 2001 : Au rythme du destin (Chasing Destiny) de Tim Boxell : Eric
- 2003 : Chasing Alice de Ralph Hemecker
- 2003 : Le Chien fantôme (Ghost Dog: A Detective Tail) de Worth Keeter : Howie Tibbidoe
- 2003 : Monte Walsh (en) de Simon Wincer : Powder Kent
- 2011 : Accidentally in Love : Scott Dunbar
- 2011 : Chéri, j'ai agrandi le chien (Monster Mutt) : Sirus Caldwell
- 2011 : Pour les yeux de Taylor (Accidentally in Love) de David Burton Morris : Scott Dunbar
- 2014 : Blood Lake: L’attaque des lamproies tueuses : Will
- 2016 : The Christmas Apprentice : David Briggs

##### Série télévisée
- 1988 : Vendredi 13 (Friday the 13th) créé par Frank Mancuso Jr. (épisode Vanity's Mirror) : Greg Mazzey
- 1990 : Le Ranch de l'espoir (en) (Neon Rider) (épisode Vengeance) : Digger
- 1990 : Superkid (My Secret Identity) (épisode White Lies) :
- 1991 : Une maison de fous (Maniac Mansion) (épisode Ugly Like Me) : Tim
- 1992 : Le Justicier des ténèbres (Forever Knight) (épisode Dark Knight) : Topper
- 1994 : Boogies Diner : Kirby
- 1995 : NYPD Blue : Jerry
- 1996 : Sliders : Les Mondes parallèles (Sliders) créée par Tracy Tormé et Robert K. Weiss (épisode The Dream Masters) : Gerald Thomas
- 1997 : La Vie à cinq (Party of Five) créée par Christopher Keyser et Amy Lippman (épisode Significant Others) : Ted
- 1997 : Walker, Texas Ranger créée par Christopher Canaan, Leslie Greif, Paul Haggis et Albert S. Ruddy (épisode M.. Justice) : Jerry Sullivan dit "Mad Dog"
- 1997 : The Sentinel créée par Danny Bilson et Paul DeMeo (épisode Breaking Ground) : L'homme aux lunettes orange
- 1998 : Nash Bridges créée par Carlton Cuse (épisode Overdrive) : Paul Pangborn
- 1998 : Fast Track (épisode Guys with Guns)
- 1998 : NYPD Blue : Dan Evers
- 1998 : JAG créée par Donald P. Bellisario (épisode The Martin Baker Fan Club) : Curtis Dastuge
- 1995 et 1998 : New York, police judiciaire (NYPD Blue) créée par Steven Bochco et David Milch (2 épisodes Dirty Laundry et Top Gum) : Jerry / Dan Evers
- 1999 : Viper créée par Danny Bilson et Paul De Meo (épisode My Fair Hoodlums) : Crup
- 1999 : Le Caméléon (The Pretender) (épisode End Game) : Theodore Reed / Joshua jeune
- 1999 : Profiler créée par Cynthia Saunders (épisode Grand Master) : Theodore Reed / Joshua jeune
- 2002 : Au-delà du réel (The Outer Limits) (épisode The Human Factor) : Link
- 2002 : Spy Girls (She spies) (épisode Poster Girl) : l'homme mince en noir
- 2000-2002 : Titus : Dave Scouvel
- 2002 : MDs (épisode A La Casa) : Dr Lewis
- 2005 : Lost : Les Disparus (Lost, titre québécois Perdus) créé par J. J. Abrams, Damon Lindelof et Jeffrey Lieber (épisode Do No Harm) : Marc Silverman
- 2005 : Preuve à l'appui (Crossing Jordan) créée par Tim Kring (épisode A Stranger Among Us) : FBI Agent Blair
- 2004 : Significant Others (Épisode #2.6) : Zack
- 2004 : Charmed créée par Constance M. Burge (épisode Styx Feet Under) : Sirk/Kevin Casey
- 2004-2005 : Deadwood (2 épisodes No Other Sons or Daughters et Childish Things)
- 2005 : All of Us : Jeff Sizemore
- 2005 : NCIS : Enquêtes spéciales (épisode Hometown Hero) : Officier de police Billy Krieg
- 2006 : Girlfriends créée par Mara Brock Akil (épisode Hustle & Dough) : Mike
- 2007 : Les Experts (CSI: Crime Scene Investigation) créée par Anthony E. Zuiker (épisode Lying Down with Dogs) : Steve Card
- 2008 : Terminator : Les Chroniques de Sarah Connor (Terminator: The Sarah Connor Chronicles) créée par Josh Friedman (épisode Automatic for the People) : Wells
- 2009-2010 : Dollhouse créée par Joss Whedon (2 épisodes Epitaph One et Epitaph Two: Return) : Zone
- 2009 : Cold Case : Affaires classées (Cold Case, titre québécois Victimes du passé) créée par Meredith Stiehm (épisode Lotto Fever) : Ed Dubinski
- 2010 : I'm in the Band : Xander
- 2010 : Warehouse 13 : Leo
- 2011 : Breakout Kings : Christian Beaumont
- 2011 : Drop Dead Diva : Keith Geary
- 2011 : Mentalist : Whit Naylor
- 2011 : Hawaii 5-0 : Billy Murphy
- 2012 : Les Experts : Miami : Clyde Novak
- 2012 : Les Experts : Manhattan : Keith Milner
- 2013 : Army of Two: The Devil's Cartel : Alpha (Jeux vidéo)
- 2013 : The Exes : Bradley
- 2013 : Liv et Maddie : Officier Mike
- 2014 : Fallen Cards : Le Drifter
- 2015 : Rise of the Tomb Raider : Konstantin (Jeux vidéo)
- 2017 : American Horror Story: Cult : Roger (2 épisodes)

#### Jeux vidéo
- 2015 : Postal 2 : Paradise Lost : Lui-même

### Comme producteur
- 2008 : The Untold Christmas Story de William Szarka
- 2010 : Monster Mutt de Todd Tucker (producteur associé)
- 2010 : Last Stop de Travis Oates
- 2011 : End of the Road de J.P. Pierce (producteur associé)
- 2014 : Don't Blink de Travis Oates
- 2016 : Restoration de Zack Ward
- 2016 : Bethany de James Cullen Bressack

### Comme scénariste
- 2007 : Everyday Joe de Shane Cole
- 2016 : Restoration de Zack Ward
- 2016 : A Small Town Murder de James Cullen Bressack
- 2016 : Bethany de James Cullen Bressack
- 2017 : The Terror of Hallow's Eve de Todd Tucker
- 2017 : Circus Kane de Christopher Ray

## Apparation vidéoludique
En 2007, Zack Ward incarne le Dude dans l'adaptation cinématographique Postal, d'Uwe Boll. Le film a été un échec commercial et critique. En 2015, les développeurs originaux de la série de jeux Postal sortent une extension à Postal 2 intitulée Paradise Lost. Dans cette extension, Zack Ward apparaît dans son propre rôle, ayant a son service une armée de mercenaires roux. Il s'énerve contre le Dude quand celui-ci affirme ignorer complètement qui il est, même quand Zack énumère ses précédents films comme A Christmas Story ou Resident Evil : Apocalypse, et l'attaque avec un lance-roquettes. L'extension contient des affiches publicitaires montrant le vrai Zack Ward ainsi qu'un poster parodiant l'affiche d'Indiana Jones et les aventuriers de l'arche perdue avec le Postal Dude et des acteurs du film Postal.